# Satipoella ochroma
Satipoella ochroma là một loài bọ cánh cứng trong họ Cerambycidae.